# 전주원동초등학교
전주원동초등학교는 대한민국 전북특별자치도 전주시 덕진구에 있는 초등학교다.

## 학교 연혁
- 1965. 4. 1 이서국민학교 원동분교 인가
- 1965. 10. 4 원동국민학교로 승격
- 1987. 1. 1 전주원동국민학교로 변경(전주시 편입)
- 1996. 3. 1 전주원동초등학교로 교명 변경
- 2012.12.4 농산어촌 작은학교 희망찾기 <어울림학교> 1호 지정
- 2014. 3. 1 제17대 김말재 교장 부임
- 2015. 2. 13 제45회 졸업(총 1,164명)

## 학교 상징
- 교화 - 철쭉 : 산지에서 자란다. 높이 2~5m이고 어린 가지에 선모(腺毛)가 있으나 점차 없어진다. 꽃은 5월에 피고 연분홍색이며 3∼7개씩 가지 끝에 산형꽃차례를 이룬다. 꽃받침은 작은 꽃 줄기와 더불어 선모가 있다.
- 교목 - 은행나무 : 은행나무과, 암수가 따로 있다. 전국 어디서나 볼 수 있으며 암나무만 열매를 맺음 관상수, 약용, 식용, 가구재로 사용
- 교조 - 까치 : 까마귓과의 새, 마을 근처에 사는 텃새, 동양에서는 이 새가 울면 손님이 온다하는 길조로 여김